# Thierry Collaud
Thierry Collaud (* 1957 in Freiburg im Üechtland) ist ein römisch-katholischer Theologe.

## Leben
Er studierte Medizin in Freiburg im Üechtland und Genf, Theologie in Genf, Neuenburg NE und Freiburg im Üechtland und Philosophie (Bioethik) in Washington, D.C. 20 Jahre lang war er Allgemeinmediziner in der Region Littoral. Seit 2012 ist er Professor an der theologischen Fakultät der Universität Fribourg, wo er den Lehrstuhl für Spezielle Moraltheologie und christliche Sozialethik innehatte.
Seine Arbeitsschwerpunkte sind Ekklesiologie und die Themen Mitgefühl, soziale Gerechtigkeit und politische Theologie.